# Torneo Preolímpico Femenino de la CAF de 2008
El Torneo Preolímpico Femenino de la CAF fue un torneo de ida y vuelta de fútbol femenino que determinó a la selección de la CAF clasificada al torneo femenino de fútbol de los Juegos Olímpicos de Pekín 2008.
Nigeria se clasificó por tercera vez de manera consecutiva a los Juegos Olímpicos.

## Formato
La competencia preliminar se dividió en cuatro rondas. Las primeras tres rondas fueron rondas eliminatorias, y la ronda final fue una fase de grupos.
El ganador de la ronda final clasificó a los Juegos Olímpicos, mientras que el segundo lugar disputó un playoff con Brasil, subcampeón del torneo de Conmebol.

## Clasificación

### Ronda Preliminar
Partido de ida jugado del 27 de octubre al 29 de octubre de 2006. Partido de vuelta jugado del 10 al 12 de noviembre de 2006.
| Local        | Global | Visitante | Ida | Vuelta |
| ------------ | ------ | --------- | --- | ------ |
| Angola       | w/o    | Tanzania  | -   | -      |
| Mozambique   | 12-5   | Comoras   | 7-2 | 5-3    |
| Guinea-Bisáu | 2-4    | Guinea    | 1-1 | 1-3    |
| Benín        | w/o    | Namibia   | -   | -      |
| Uganda       | w/o    | Eritrea   | -   | -      |

### Primera ronda
El partido de ida se jugó el 17 y el 18 de febrero de 2007. El partido de vuelta se jugará del 9 al 11 de marzo de 2007. Eritrea y Marruecos jugarán sus partidos el 10 y el 24 de marzo de 2007. Guinea y Zimbabue solo jugaron un partido en Zimbabue debido a los disturbios políticos en Guinea.
| Local             | Global | Visitante                       | Ida | Vuelta |
| ----------------- | ------ | ------------------------------- | --- | ------ |
| Angola            | 1-4    | Ghana                           | 1-2 | 0-2    |
| Guinea Ecuatorial | 4-5    | Sudáfrica                       | 2-1 | 2-4    |
| Liberia           | 0-5    | Etiopía                         | 0-3 | 0-2    |
| Nigeria           | w/o    | Senegal                         | -   | -      |
| Mozambique        | 1-12   | Argelia                         | 0-3 | 1-9    |
| Eritrea           | 4-4    | Marruecos                       | 3-2 | 1-2    |
| Namibia           | 5-8    | República Democrática del Congo | 3-3 | 2-5    |
| Guinea            | 1-6    | Zimbabue                        | -   | 1-6    |

### Segunda Ronda
Partido de ida jugado del 1 de junio al 3 de junio de 2007. Partido de vuelta jugado del 15 de junio al 17 de junio de 2007.
| Local     | Global | Visitante                       | Ida | Vuelta |
| --------- | ------ | ------------------------------- | --- | ------ |
| Ghana     | 4-1    | República Democrática del Congo | 3-1 | 1-0    |
| Argelia   | 1-6    | Nigeria                         | 1-0 | 0-6    |
| Sudáfrica | 5-3    | Zimbabue                        | 2-1 | 3-2    |
| Etiopía   | 2-2    | Marruecos                       | 1-0 | 1-2    |

### Ronda Final
Partidos jugados entre el 28 de julio de 2007 y el 15 de marzo de 2008. Etiopía se retiró.
| Equipo    | PJ       | PG       | PE       | PP       | GF       | GC       | GD       | Pts      |
| --------- | -------- | -------- | -------- | -------- | -------- | -------- | -------- | -------- |
| Nigeria   | 4        | 3        | 0        | 1        | 8        | 1        | +7       | 9        |
| Ghana     | 4        | 3        | 0        | 1        | 4        | 3        | +1       | 9        |
| Sudáfrica | 4        | 0        | 0        | 4        | 1        | 9        | -8       | 0        |
| Etiopía   | Retirado | Retirado | Retirado | Retirado | Retirado | Retirado | Retirado | Retirado |

| 28 de julio de 2007 | Nigeria | 5-0 | Sudáfrica |  |  |

| 28 de julio de 2007 | Etiopía | 1-3 Anulado | Ghana |  |  |

| 12 de agosto de 2007 | Ghana | 1-0 | Nigeria |  |  |

| 26 de agosto de 2007 | Sudáfrica | 0-1 | Ghana |  |  |

| 9 de diciembre de 2007 | Ghana | 2-1 | Sudáfrica |  |  |

| 16 de febrero de 2008 | Sudáfrica | 0-1 | Nigeria |  |  |

| 15 de marzo de 2008 | Nigeria | 2-0 | Ghana |  |  |

## Campeón y clasificado aPekín 2008
| Bandera de Nigeria |
| Nigeria            |
| ------------------ |

## Repesca CAF - CONMEBOL
Brasil que finalizó segundo en la Fase Final del Campeonato Sudamericano Femenino de 2006, se enfrentó a Ghana, segundo en la Ronda Final. El partido se jugó el 19 de abril de 2008 en Pekín, clasificando Brasil a los Juegos Olímpicos.
| País   | Resultado | País  |
| ------ | --------- | ----- |
| Brasil | 5-1       | Ghana |